# Killian Hayes
Pour les articles homonymes, voir Hayes.
Killian Hayes, né le 27 juillet 2001 à Lakeland en Floride, est un joueur franco-américain de basket-ball évoluant au poste de meneur et mesurant 1,93 m.

## Biographie

### Cholet Basket (2007-2019)
En 2007, il prend une licence à Cholet Basket où il démarre chez les poussins.
Au printemps 2016, il est testé et accepté par le Centre fédéral mais sous les conseils de sa famille, il choisit de rester au Cholet Basket.

#### Saison 2016-2017
Durant la saison 2016-2017, il s'entraîne avec l'équipe Espoirs du Cholet Basket et l'équipe des U18 Élite.
Le 13 mars 2017, il est invité au Jordan Brand Classic en compagnie de trois autres jeunes français : Théo Maledon, Tom Digbeu et Essome Miyem.
Le 14 avril 2017, il participe au Jordan Brand Classic Mondial à New York et reçoit le titre de co-MVP de la rencontre avec le Canadien Addison Patterson.
Le 14 mai 2017, il remporte le championnat de France U18 en battant le Hyères Toulon Var Basket en finale et est nommé MVP de la compétition.

#### Saison 2017-2018

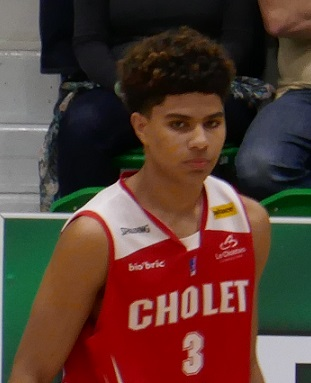
Killian Hayes, le 28 avril 2018, sur le parquet de Nanterre 92 en Jeep Élite

À partir de l'été 2017, il s'entraîne avec l'équipe professionnelle du Cholet Basket, cumulant parfois les rencontres espoir et professionnelle le même soir.
En septembre 2017, il signe un partenariat avec la marque Nike.
Le 21 octobre 2017, à 16 ans et 3 mois, il joue ses deux premières minutes en Pro A contre Nanterre 92.
Le 26 janvier 2018, il est invité à participer au Basketball Without Borders Global Camp à Los Angeles. 
Le 10 février 2018, à 16 ans et 6 mois, il marque ses premiers points en Pro A avec 4 points, 2 rebonds et 1 passe décisive en 16 minutes.
Du 16 au 18 février 2018, il participe au Basketball Without Borders Global Camp et le termine en étant nommé parmi les 12 All-Star du camp sur les 42 joueurs invités aux côtés de son compatriote Sekou Doumbouya.
Le 6 mai 2018, il remporte, à Lons-le-Saunier, le titre de champion de France des U18 en battant l'ASVEL Lyon-Villeurbanne en finale. 
Le 25 mai 2018, après avoir remporté le championnat Espoirs, il est nommé MVP de la compétition (16,6 points à 48% de réussite aux tirs, 3,9 rebonds et 7,2 passes décisives pour 20 d'évaluation en 31 minutes) et dans le meilleur cinq majeur du championnat aux côtés de Melvyn Govindy, Thibault Desseignet, Quentin Goulmy et Étienne Ca.
Le 27 mai 2018, il remporte le Trophée du Futur après une victoire en finale contre le Gravelines-Dunkerque et reçoit le titre de MVP du tournoi.

#### Saison 2018-2019

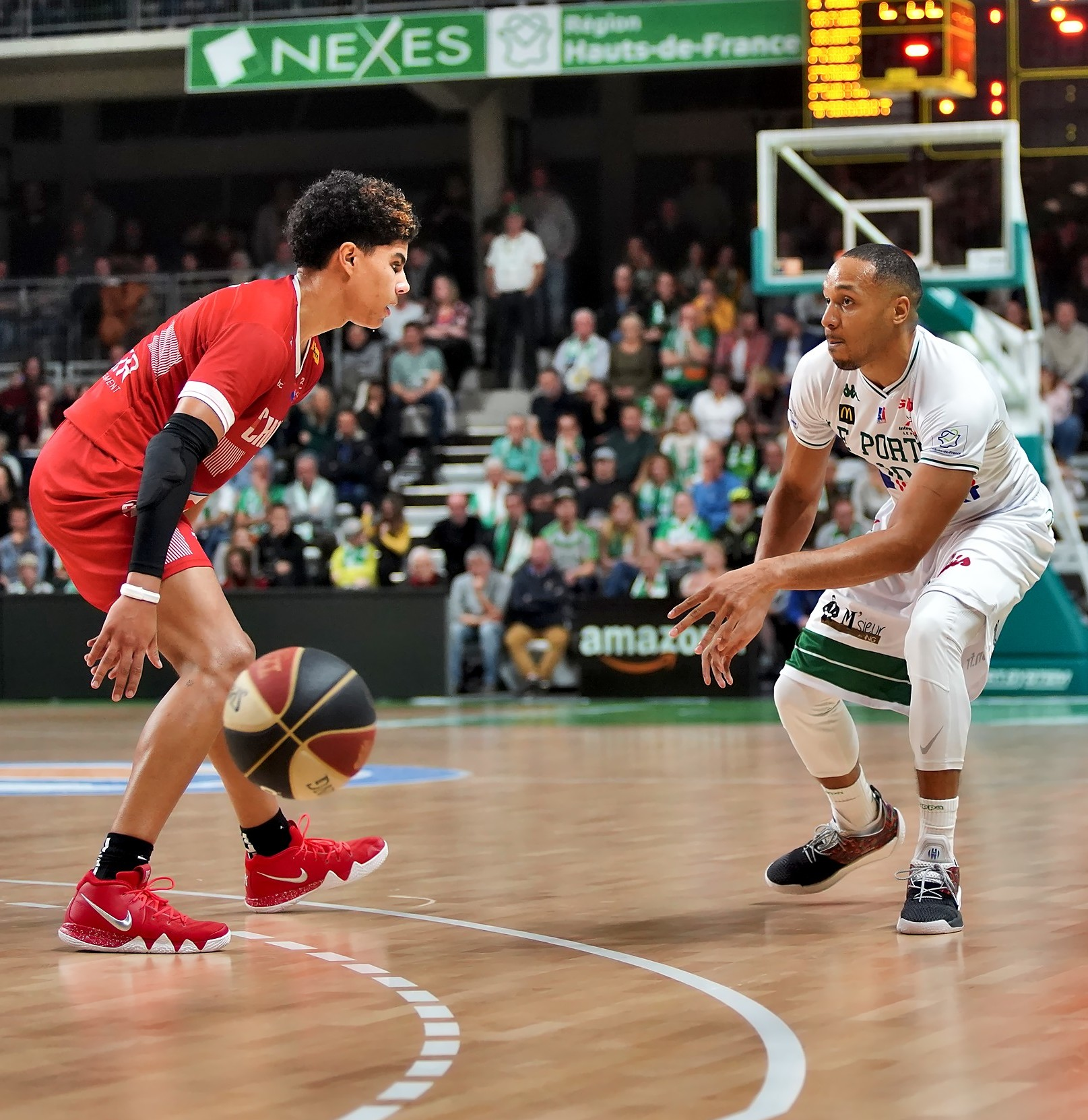
Killian Hayes (à gauche) défendant Brandyn Curry en novembre 2018

Le 23 juin 2018, bien que courtisé par de grands clubs européens, il décide de rester au Cholet Basket et d'y signer un contrat de trois ans.
Durant la saison 2018-2019, il joue uniquement avec les professionnels bien qu'il ait encore l'âge pour disputer le championnat Espoirs. Après 14 matches, responsabilisé par ses entraîneurs Régis Boissié puis Erman Kunter, Killian Hayes ne répond pas à toutes les attentes tout comme son équipe qui affiche un bilan de trois victoires pour onze défaites ; il a des moyennes de 6,0 points (à 35,1 % aux tirs), 3,2 passes et 6,2 d’évaluation en 20 minutes de moyenne.
Le 29 décembre 2018, il participe au concours des meneurs dans le cadre de l'All-Star Game LNB 2018.
Le 30 mars 2019, à 17 ans et 246 jours, contre l'Élan sportif chalonnais, il égale son record de points en carrière en Jeep Élite et bat son record d'évaluation en carrière. Ainsi, il termine la rencontre à 17 points (7/9 au tir et 2/3 aux lancers-francs), 5 rebonds, 5 passes décisives et 5 interceptions pour une évaluation de 28 en 23 minutes de jeu. Il rejoint Tony Parker et Théo Maledon en tant que derniers mineurs à avoir obtenu une évaluation de plus de 20 en championnat de France de basket-ball.

### Ratiopharm Ulm (2019-2020)
Début août 2019, il s'engage avec le club allemand de Ratiopharm Ulm.
Le 27 mars 2020, il annonce sa candidature à la draft 2020 pour laquelle il est attendu parmi les 10 premiers choix.

### Pistons de Détroit (2020-2024)
Il est sélectionné en 7e position par les Pistons de Détroit et rejoint son compatriote et ami Sekou Doumbouya. Cette position dans la draft lui permet d'obtenir un contrat de 24,1 millions de dollars sur quatre ans, ce qui en fait le basketteur français le mieux payé de l'histoire pour ses débuts en NBA.
Lors de sa première saison dans la ligue, Hayes contracte rapidement une blessure à la hanche qui le prive d'une bonne partie de la saison régulière, avec seulement 26 matchs joués sur 72.
Lors de la saison 2022-2023, profitant de la longue blessure de Cade Cunningham, il revient dans le cinq de départ. Il réalise son record en carrière en avril 2023 en inscrivant 28 points dans une victoire face aux Pacers de l'Indiana.
Alors que son contrat avec les Pistons allait expirer à la fin de la saison, Hayes est coupé par la franchise du Michigan le 8 février 2024 et se retrouve ainsi agent libre.
En juillet 2024, Hayes s'engage pour une saison avec les Nets de Brooklyn mais, blessé, il est licencié avant le début de la saison.

### Nets de Brooklyn (février-mars 2025)
En février 2025, après avoir réalisé de nombreuses bonnes performances en NBA G League avec les Nets de Long Island, il signe un contrat de 10 jours en faveur des Nets de Brooklyn. Malgré, entre autres, une rencontre durant laquelle il a inscrit 19 points et délivré 7 passes décisives contre le Thunder d'Oklahoma City, meilleur bilan collectif de la conférence Ouest et meilleure défense de la ligue, il n'est pas conservé à l'issue du contrat.

### En sélection
En août 2017, il est l'un des leaders de sa génération, et participe au Championnat d'Europe U16 masculin. Le 19 août 2017, Killian Hayes emmène la France jusqu'au titre en battant le Monténégro sur ses terres. Le jeune arrière finit la rencontre avec des statistiques de 21 points, 8 rebonds, 2 passes décisives et 6 interceptions. Il est nommé MVP de la compétition avec des moyennes de 16,6 points, 7 rebonds, 5,1 passes décisives et 2,7 interceptions et dans le meilleur cinq majeur de la compétition aux côtés de Stefan Vlahovic, Bojan Tomasevic, Djordje Pazin et Matej Rudan.
En juillet 2018, il est également l'un des meilleurs éléments de l'équipe de France participant au Championnat du monde des moins de 17 ans. Le 8 juillet 2018, la France va jusqu'en finale où elle s'incline contre les États-Unis. Il termine la compétition avec des statistiques moyennes de 16,1 points, 3,6 rebonds, 3,3 passes décisives et 2,7 interceptions. Il est nommé dans le meilleur cinq majeur de la compétition aux côtés de Vernon Carey Jr., Jalen Green (MVP), Andre Curbelo et Oumar Ballo.
Il fait partie des dix-neuf joueurs pré-sélectionnés pour les Jeux olympiques 2024 mais il n'est pas retenu dans la sélection finale.

## Style de jeu
Hayes est un gaucher qui peut jouer aux postes d'arrière et de meneur. Avant son arrivée en nba, il compare son style de jeu à celui de James Harden. « Si je devais m'inspirer d'un joueur, ce serait lui (Harden) », déclare Hayes dans un article publié dans le magazine français Reverse en juillet 2018. Cependant, les difficultés offensives de Hayes rendent cette comparaison peu pertinente. Il ne s'illustre en effet pas par son adresse au tir avec le pire pourcentage de réussite de la ligue. Il compense ces lacunes avec un profil assez défensif, aussi bien en défense sur la balle que grâce à son positionnement qui lui permet de récupérer les mauvaises passes adverses ainsi que par ses qualités de playmaking reconnu par ses entraîneur avec notamment des statistiques notables sur les passes décisives.

## Palmarès

### En club
- Vainqueur de la Coupe de France U17 2016-2017
- 2× Champion de France U18 : 2016-2017, 2017-2018
- Finaliste du Trophée du Futur 2016-2017
- Vainqueur du Trophée du Futur 2017-2018
- Champion de France Espoirs 2017-2018

### En sélection nationale
- Champion d'Europe U16 en 2017 au Monténégro.
- Vice-champion du monde U17 en 2018 en Argentine.

### Distinctions personnelles
- MVP du Jordan Brand Classic Global en 2017
- MVP de la Finale du Championnat de France U18 2016-2017
- MVP du Championnat Espoirs 2017-2018
- Nommé dans le meilleur cinq majeur Espoirs 2017-2018
- MVP du Trophée du Futur 2017-2018
- MVP de EuroBasket U16 en 2017
- Nommé dans le meilleur cinq majeur du Championnat du monde U17 en 2018

## Statistiques

### En espoir
Les statistiques de Killian Hayes au sein du championnat Espoirs sont les suivantes :
| Saison    | Équipe | Matchs | 5 Dép. | Minutes | % Tirs | % 3pts | % LF  | Rbds/m | PassD/m | Int/m | Ctrs/m | Pts/m |
| --------- | ------ | ------ | ------ | ------- | ------ | ------ | ----- | ------ | ------- | ----- | ------ | ----- |
| 2016-2017 | Cholet | 7      | 0      | 15,4    | 44,7   | 41,5   | 100,0 | 0,70   | 2,30    | 1,00  | 0,10   | 4,70  |
| 2017-2018 | Cholet | 30     | 30     | 31,2    | 47,7   | 30,2   | 86,0  | 3,90   | 7,20    | 2,80  | 0,70   | 16,60 |

### En professionnel

#### En France
Les statistiques de Killian Hayes au sein du championnat de France sont les suivantes :
gras = ses meilleures performances
| Saison    | Équipe   | Matchs | 5 Dép. | Minutes | % Tirs | % 3pts | % LF | Rbds/m | PassD/m | Int/m | Ctrs/m | Pts/m |
| --------- | -------- | ------ | ------ | ------- | ------ | ------ | ---- | ------ | ------- | ----- | ------ | ----- |
| 2017-2018 | Cholet   | 9      | 1      | 9,1     | 57,4   | 66,7   | 66,7 | 0,60   | 1,20    | 0,00  | 0,10   | 2,20  |
| 2018-2019 | Cholet   | 34     | 8      | 19,7    | 42,6   | 18,1   | 82,3 | 2,30   | 3,10    | 0,90  | 0,20   | 7,10  |
| Carrière  | Carrière | 43     | 9      | 17,5    | 43,5   | 19,9   | 81,4 | 1,90   | 2,70    | 0,70  | 0,20   | 6,10  |

#### En Allemagne
Les statistiques de Killian Hayes au sein du championnat allemand sont les suivantes :
| Saison    | Équipe | Matchs | 5 Dép. | Minutes | % Tirs | % 3pts | % LF | Rbds/m | PassD/m | Int/m | Ctrs/m | Pts/m |
| --------- | ------ | ------ | ------ | ------- | ------ | ------ | ---- | ------ | ------- | ----- | ------ | ----- |
| 2019-2020 | Ulm    | 20     | 20     | 25,0    | 49,7   | 21,8   | 85,2 | 3,10   | 5,30    | 1,40  | 0,20   | 11,60 |

#### En Coupe d'Europe

##### EuroCoupe
Les statistiques de Kilian Hayes en EuroCoupe sont les suivantes :
| Saison    | Équipe | Matchs | 5 Dép. | Minutes | % Tirs | % 3pts | % LF | Rbds/m | PassD/m | Int/m | Ctrs/m | Pts/m |
| --------- | ------ | ------ | ------ | ------- | ------ | ------ | ---- | ------ | ------- | ----- | ------ | ----- |
| 2019-2020 | Ulm    | 10     | 10     | 26,8    | 45,5   | 39,0   | 90,9 | 2,30   | 6,20    | 1,50  | 0,20   | 12,80 |

### Professionnelles

#### Saison régulière
| Saison    | Équipe   | Matchs | Titul. | Min./m | % Tir | % 3pts | % LF | Rbds/m. | Pass/m. | Int/m. | Ctr/m. | Pts/m. |
| --------- | -------- | ------ | ------ | ------ | ----- | ------ | ---- | ------- | ------- | ------ | ------ | ------ |
| 2020-2021 | Détroit  | 26     | 18     | 25,8   | 35,3  | 27,8   | 82,4 | 2,65    | 5,31    | 1,04   | 0,38   | 6,77   |
| 2021-2022 | Détroit  | 66     | 40     | 25,0   | 38,3  | 26,3   | 77,0 | 3,18    | 4,20    | 1,18   | 0,53   | 6,86   |
| 2022-2023 | Détroit  | 76     | 56     | 28,3   | 37,7  | 28,0   | 82,1 | 2,91    | 6,18    | 1,37   | 0,37   | 10,34  |
| 2023-2024 | Détroit  | 42     | 31     | 24,0   | 41,3  | 29,7   | 66,0 | 2,83    | 4,88    | 0,86   | 0,48   | 6,88   |
| Carrière  | Carrière | 210    | 145    | 26,1   | 38,2  | 27,7   | 77,5 | 2,95    | 5,19    | 1,17   | 0,44   | 8,11   |

## Records sur une rencontre en NBA
Les records personnels de Killian Hayes en NBA sont les suivants, :
| Type de statistique        | Saison régulière | Saison régulière          | Saison régulière |
| Type de statistique        | Record           | Adversaire                | Date             |
| -------------------------- | ---------------- | ------------------------- | ---------------- |
| Points                     | 28               | @ Pacers de l'Indiana     | 7 avril 2023     |
| Paniers marqués            | 12               | @ Thunder d'Oklahoma City | 1er avril 2022   |
| Paniers tentés             | 25               | @ Thunder d'Oklahoma City | 1er avril 2022   |
| Paniers à 3 points réussis | 5                | 2 fois                    | 2 fois           |
| Paniers à 3 points tentés  | 11               | @ Hornets de Charlotte    | 14 décembre 2022 |
| Lancers francs réussis     | 8                | @ Magic d'Orlando         | 2 avril 2023     |
| Lancers francs tentés      | 8                | @ Magic d'Orlando         | 2 avril 2023     |
| Rebonds offensifs          | 3                | 2 fois                    | 2 fois           |
| Rebonds défensifs          | 7                | Bulls de Chicago          | 9 mai 2021       |
| Rebonds totaux             | 8                | 2 fois                    | 2 fois           |
| Passes décisives           | 13               | 2 fois                    | 2 fois           |
| Interceptions              | 6                | @ Cavaliers de Cleveland  | 12 novembre 2021 |
| Contres                    | 3                | Wizards de Washington     | 25 mars 2022     |
| Balles perdues             | 8                | @ Mavericks de Dallas     | 8 février 2022   |
| Minutes jouées             | 42               | Heat de Miami             | 4 avril 2023     |

- Double-double : 8
- Triple-double : 0

Dernière mise à jour : 16 novembre 2023

## Vie privée
Killian est le fils de DeRon Hayes et Sandrine Demiannay, anciens basketteurs professionnels.
Il est né dans le même hôpital que son père à Lakeland en Floride, et a passé toute son enfance à Cholet, il passe régulièrement ses vacances en Floride. Le basketteur international français Nando de Colo est un ami de la famille Hayes.